# Liegi-Bastogne-Liegi 1920
La Liegi-Bastogne-Liegi 1920, decima edizione della corsa, si svolse il 6 giugno 1920 per un percorso di 245 km. Fu vinta dal belga Léon Scieur, che concluse la gara in 7h46'00".

## Ordine d'arrivo (Top 10)
| Pos. | Corridore             | Squadra     | Tempo    |
| ---- | --------------------- | ----------- | -------- |
| 1    | Léon Scieur           | La Sportive | 7h46'00" |
| 2    | Lucien Buysse         | Individuale | s.t.     |
| 3    | Jacques Coomans       | La Sportive | a 4'20"  |
| 4    | Léon Despontin        | Individuale | a 6'00"  |
| 5    | Firmin Lambot         | La Sportive | a 6'30"  |
| 6    | Léon Devos            | Individuale | a 7'00"  |
| 7    | Leon Kindermans       | Individuale | a 9'30"  |
| 8    | Victor Dethier        | Individuale | a 14'30" |
| 9    | Arthur Van Branteghem | Individuale | a 17'00" |
| 10   | Louis Budts           | Individuale | a 17'50" |